# 木田俊之物語 〜歌こそ我が人生〜
『木田俊之物語 〜歌こそ我が人生〜』（きだとしゆきものがたり うたこそわがじんせい）は、2008年4月6日から同年9月28日まで東北地方のラジオ局5局で放送されていた東北映音（山形放送関連会社）制作のドキュメンタリー番組である。

## 概要
難病の筋ジストロフィーを抱えながらも、車椅子に乗って歌手活動をしている演歌歌手・木田俊之の生き様を描いていた13分番組。木田と同じみちのくレコードに所属する演歌歌手たちも毎週出演していた。テーマ曲は木田自身の曲「奥羽山脈」。
関連番組として、同じく東北映音が手掛けた木田のドキュメンタリーラジオ『木田俊之物語 〜歌こそわが命〜』がある。東北映音が山形放送の関連会社であるため、事実上山形放送が幹事局に当たる。

## 出演者
- ナレーター：古池常泰（山形放送出身のフリーアナウンサー）
- ナビゲーター：奥山知寿子（ラジオパーソナリティ）

## 放送局
| 放送対象地域 | 放送局                  | 系列         | 放送日時           |
| ------------ | ----------------------- | ------------ | ------------------ |
| 青森県       | 青森放送                | JRN・NRN系列 | 日曜 05:45 - 05:58 |
| 岩手県       | IBC岩手放送             | JRN・NRN系列 | 日曜 07:30 - 07:43 |
| 秋田県       | 秋田放送                | JRN・NRN系列 | 日曜 06:25 - 06:38 |
| 山形県       | 山形放送 事実上の幹事局 | JRN・NRN系列 | 日曜 16:35 - 16:48 |
| 福島県       | ラジオ福島              | JRN・NRN系列 | 日曜 05:15 - 05:28 |